# اس‌ام یوبی-۵۴
اس‌ام یوبی-۵۴ (به انگلیسی: SM UB-54) یک زیردریایی است که طول آن ۵۵٫۸۵ متر (۱۸۳٫۲ فوت) می‌باشد. این زیردریایی در سال ۱۹۱۷ ساخته شد.